# Читосе (бронепалубен крайцер, 1898)
Читосе (на японски: 千歳, също известен и като „Читозе“) е бронепалубен крайцер на Императорските ВМС на Япония от началото на 20 век. Втория кораб на проекта „Касаги“, построен в САЩ по Втората извънредна програма за попълване на флота от 1896 г. Участва в Руско-японската и Първата световна война. Получава името си в чест на града Читосе, най-стария град на остров Хокайдо.

## Конструкция

### Корпус
Корпусът на крайцера е стоманен, с двойно дъно, под бронираната палуба е разделен от 16 водонепроницаеми прегради. Водоизместимостта на „Читосе“ е 105 тона над контрактната.

### Артилерийско въоръжение
Главният калибър на крайцера са две 203 mm скорострелни оръдия с разделно зареждане система „Армстронг“ с дължина на ствола 45 калибра. Максималната далечина на стрелбата е до 18000 m, максималната скорострелност е до 2 изстрела в минута. Едно оръдие има на полубака, другото – на полуюта. Ъгълът на обстрел на всяко от оръдията е по 270 градуса. Насочването на оръдията се осъществява както от електромотори със скорост 270 градуса в минута, така и ръчно.
Артилерията на средния калибър е десет 120 mm скорострелни оръдия с разделно зареждане система „Армстронг“ с дължина на ствола 40 калибра. Максималната далечина на стрелбата е до 9000 m, максималната скорострелност е до 12 изстрела в минута. Две оръдия са поставени в еднооръдейни каземати в носовата част на крайцера, останалите осем оръдия са в спонсони на горната палуба.
Дванадесетте 76 mm скорострелни оръдия са монтирани: две в носов каземат под полубака, две в кърмов каземат под полуюта в командирската каюта, останалите осем – на горната палуба между 120 mm оръдия. Дължината на ствола е 40 калибра. Максималната далечина на стрелбата е до 10000 m, максималната скорострелност е до 15 изстрела в минута.
Шестте 47 mm скорострелни оръдия „Хочкис“ са монтирани: две на горната палуба по едно на всеки борд до гротмачтата и по две на всеки марс от мачтите на крайцера. Оръдията са прикрити с леки щитове. Максималната далечина на стрелбата е до 6000 m, максималната скорострелност е до 20 изстрела в минута.
Боекомплектът в мирно време за всяко оръдие е както следва: за 203 mm по 100 изстрела на ствол, 120 mm – по 200, 76 mm – по 300, 47 mm – по 400.

### Минно въоръжение
На „Читосе“ има пет 356 mm надводни торпедни апарата, четири бордови и един разположен във форщевена. Боезапасът към тях е 25 самодвижещи се мини (торпеда).

### Брониране
Жизненоважните механизми, котлите, машините и погребите за боезапаса са защитени от карапасна (черупковидна) бронирана палуба с дебелина 63 mm, по скосовете – 114 mm. 203 mm оръдия са прикрити от 114 mm щитове. Дебелината на бронята на бойната рубка на крайцера е 114 mm. Цялата броня е Харвиевски тип.

### Силова установка
Две парни машини с тройно разширение с вертикални цилиндри. Диаметърът на цилиндрите е 1,016 m, 1,52 m и 1,68 m, хода на буталата е 0,91 m. Мощността на машините е 15000 к.с., с обороти на валовете 150 об./мин. Парата се произвежда в 12 цилиндрични котела. Нормалният запас въглища на „Читосе“ е 350 t, пълния – 1000 t Расчетната далечина на плаване е до 4200 морски мили на 12 възела ход.

## История на службата
При спускането на крайцера на вода негова „кръстница“ е племенницата на губернатора на Калифорния, с бутилка калифорнийско вино. На 30 април 1898 г. „Читосе“ пристига в Йокосука.
През 1900 г. крайцера участва в големите маневри на Императорския флот в състава на Блокируемата ескадра.

### Руско-японска война
Преди началото на войната крайцера „Читосе“ влиза в състава на 3-ти боен отряд на 1-ва ескадра на Съединения флот, като флагмански кораб на командира на отряда вицеадмирал С. Дева.
На 9 февруари 1904 г. крайцерът, в състава на своя отряд, участва в бой с 1-ва Тихоокеанска ескадра водейки огън по „Асколд“ и „Новик“. Занапред нееднократно води разузнаване, подкрепяйки действията на миноносците и брандерите.
На 25 февруари участва в потопяването на миноносеца „Внушительный“.
На 26 февруари крайцерът, начело на своя отряд, поддържа своите миноносци в хода на боя с руския миноносец „Стерегущий“.
На 13 април „Читосе“, в състава на своя отряд, води бой с крайцера „Баян“, излязъл на помощ на миноносеца „Страшный“.
На 23 юни при излизането на руската ескадра в морето, „Читосе“, в състава на своя отряд, води наблюдение над действията на руските кораби.
На 10 август в хода на боя в Жълто море „Читосе“ участва в неуспешното преследване на „Асколд“ и „Новик“.
На 15 август „Читосе“ и „Цушима“ са изпратени към Хокайдо за прехващане на крайцера „Новик“.
На 20 август в боя между „Новик“ и „Цушима“ „Читосе“ не успява да участва, но на следващия ден обстрелва вече потъналия корпус на руския крайцер на рейда на град Корсаков.
На 27 май 1905 г. в Цушимското сражение „Читосе“ действа в състава на 3-ти боен отряд на вицеадмирал С. Дева. Крайцерът участва в боя с руските крайцери „Олег“, „Аврора“ и „Жемчуг“, а също води огън по плаващата работилница „Камчатка“ и буксирния параход „Русь“ и транспортите на руската ескадра. След това, когато около 17:00 е изваден от строя флагманът на 3-ти отряд „Касаги“, „Читосе“ го съпровожда до мястото за ремонт, след това, взема на борда си вицеадмирал С. Дева и се връща за участие в сражението и на следващия ден.
Сутринта на 28 май „Читосе“ открива миноносеца „Безупречный“, който плава сам по посока Владивосток. След едночасово бой „Безупречный“ е потопен, спасени няма. След предаването в плен на остатъците на руската ескадра „Читосе“ участва в безуспешното преследване на крайцера „Изумруд“.
След Цушимското сражение, през юли, „Читосе“ участва в прикритието на десанта на допълнителните войски в Северна Корея. В края на юли крайцера отплава за ремонт в Майдзуру.

### Между двете войни
1907 г. „Читосе“ прави околосветско плаване, в т.ч. през май 1907 г. участва в празниците по повод 300-годишнината на първото английско селище в Северна Америка. 1910 г. в хода на модернизация цилиндричните котли са заменени с котли „Миябара“.

### Първа световна война
От началото на войната крайцера „Читосе“ патрулира между Сингапур и Борнео (Калимантан).

### Край на службата
1922 г. „Читосе“ е прекласифициран на кораб на бреговата отбрана 2-ри ранг и частично разоръжен.
1928 г. е изключен от бойния състав на флота. Преоборудван е в кораб мишена №1 (Hai Kan No.1) и на 19 юли 1931 г. е потопен в хода на учения.

## Командири на кораба
- капитан 1-ви ранг Сакураи Кикунодзо (Sakurai, Kikunozo) – от 1 март 1898 г. до 20 април 1899 г[12].
- капитан 1-ви ранг Хосоя Сукеуджи (Hosoya, Sukeuji) – от 13 октомври 1899 г. до 20 май 1900 г[13].
- капитан 1-ви ранг Накао Ю (Nakao, Yu) – от 20 май 1900 г. до 13 март 1901 г[13].
- капитан 1-ви ранг Терагаки Идзо (Teragaki, Izo) – от 13 февруари 1901 г. до 12 януари 1903 г[14].
- капитан 1-ви ранг Такаги Сукекадзу (Takagi, Sukekazu) – от 7 юли 1903 г. до 22 януари 1904 г[15].
- капитан 1-ви ранг Обана Санго (Obana, Sango) – от 12 декември 1905 г. до 11 май 1906 г[16].
- капитан 1-ви ранг Ямая Танин (Yamaya, Tanin) – от 14 януари 1907 г. до 27 декември 1907 г[17].
- капитан 1-ви ранг Саяма Тойонари (Sayama, Toyonari) – от 27 декември 1907 г. до 15 септември 1908 г[17]
- капитан 1-ви ранг Ямада Нараносуке (Yamada, Naranosuke) – от 15 септември 1908 г. до 10 декември 1908 г[18].